# Парність числа нуль

Чаші цих терезів містять нульові об'єкти, розділені на дві однакові групи.

Нуль — парне число. Як відомо, парність — це властивість цілого числа бути парним або непарним. Найпростіший спосіб довести парність нуля можна шляхом перевірки того, чи є він цілим кратним 2, а саме 0 × 2. Як результат, 0 має всі властивості, які притаманні парним числам, наприклад, 0 з обох боків межує із непарними числами, кожне десяткове ціле число має таку саму парність як і остання цифра цього числа, тому, оскільки 10 є парним, то 0 також буде парним. Якщо y є парним числом, тоді y + x має таку парність, що має x, а x і 0 + x завжди мають однакову парність.
Нуль також підходить до закономірностей, які утворюють інші парні числа. Правила парності в арифметиці, такі як парне − парне = парне, передбачають, що 0 також має бути парним числом. Нуль є адитивним нейтральним елементом групи парних цілих чисел, і він є початком із якого рекурсивно визначені інші парні натуральні числа. Застосування такої рекурсії із теорії графів до обчислювальної геометрії покладається на те, що нуль є парним. Нуль ділиться не лише на 2, він ділиться на всі значення степенів 2, що не суперечить двійковій системі числення, яка використовується в комп'ютерах. В цьому розумінні, 0 є «найбільш парним» числом з усіх.
Серед широкого загалу, парність числа нуль може викликати плутанину. Більшість людей замислюються довше, перш ніж ідентифікувати 0 як парне число, у порівнянні із ідентифікацією звичайних чисел 2, 4, 6 або 8. Деякі студенти, що вивчають математику — і навіть деякі викладачі — вважають нуль непарним числом, або парним і непарним одночасно, або не відносять його до жодної категорії.

## Чому нуль є парним
Аби довести, що нуль є парним можна безпосередньо використати стандартне визначення «парного числа». Число називають «парним» якщо це число кратне 2. Наприклад, причиною того, що число 10 є парним є те, що воно дорівнює 5 × 2. В той самий час, нуль також є цілим кратним 2, тобто 0 × 2, тому нуль є парним.
Також можна пояснити чому нуль є парним не застосовуючи формальних визначень.

### Прості пояснення

Ліворуч, виділені групи із 0, 2, і 4 білими об'єктами по парах; праворуч, 1, 3, і 5 об'єктами, де об'єкт без пари позначено червоним. Область із 0 об'єктами не містить червоних об'єктів.

Нуль це число, а числа використовуються для лічення. Якщо існує множина об'єктів, числа використовують аби описати скільки об'єктів є у множині. Нуль це міра випадку, коли нема жодного об'єкта; у більш формальному сенсі, це кількість об'єктів в порожній множині. Використовуючи поняття парності утворимо групи по парі об'єктів. Якщо об'єкти множини можна розділити і маркувати по парах без залишку, тоді кількість об'єктів парна. Якщо існує об'єкт, що залишився, тоді кількість об'єктів є непарною. Порожня множина містить нуль пар із об'єктів, і не має ніякого залишку від такого групування, тому нуль є парним.
Всі ці доводи можна проілюструвати намалювавши об'єкти по парах. Важко зобразити нульові пари, або показати відсутність непарного залишку, тому зручним буде намалювати інші групи і порівняти їх з нулем. Наприклад, в групі з п'яти об'єктів існує дві пари. Крім того, в ній є об'єкт, що залишився тому 5 є непарним. У групі з чотирьох об'єктів немає об'єктів, які б залишилися, є лише дві пари тому 4 є парним. У групі лише з одним об'єктом немає пар, і є один залишок, тому 1 є непарним. В групі з нулем об'єктів, нема залишку, тому 0 є парним.
Існує іще одне точне визначення парності: якщо об'єкти з множини можливо розділити на дві групи з однаковою кількістю, тоді дане число об'єктів є парним. Це визначення є аналогічним попередньому. І знову ж таки, нуль є парним оскільки порожню множину можна розділити на дві групи із нулем елементів в кожній.
Числа також можна зобразити за допомогою точок на числовій осі. Коли на ній нанести парні і непарні числа, їх загальна закономірність стає очевидною, особливо якщо додати і від'ємні числа:
Парні і непарні числа чередуються між собою. Починаючи з будь-якого парного числа, перелічуючи вперед і назад по два числа переходячи до інших парних чисел, і в тому числі немає причини пропустити число нуль.
За допомогою операції множення, парність можна визначити більш формальним чином, використовуючи арифметичні вирази. Для кожного цілого числа буде актуальна одна із форм (2 × ▢) + 0 або (2 × ▢) + 1; перший вираз відповідає парним числам, а другий непарним. Наприклад, 1 є непарним, оскільки 1 = (2 × 0) + 1, а 0 буде парним, оскільки 0 = (2 × 0) + 0. Якщо такі вирази записати в таблицю по порядку знову отримаємо закономірність як на числовій осі, наведений до цього.

### Визначення парності
Точне визначення математичних термінів, такого як «парність» що означає «ціле число кратне двом», з рештою є прийнятою конвенцією. На відміну від терміну «парність», деякі математичні терміни навмисно побудовані так, щоб уникнути тривіальних або вироджених випадків. Відомим прикладом тому є визначення простих чисел. До самого 20-го століття, визначення простих чисел було неповним, а впливові математики такі як Гольдбах, Ламберт, Лежандр, Келі, і Кронекер писали, що 1 є простим числом. Сучасне визначення «просте число» це «додатне ціле число, що має 2 різних дільника», таким чином 1 не є простим числом. Це рішення можна пояснити тим, що таке визначення більше відповідає математичним теоремам ніж стосується простих чисел. Наприклад, основну теорему арифметики простіше вибудувати за умови що 1 не прийнято за просте число.
Аналогічно, можна було б перевизначити термін «парність» таким чином, що нуль більше туди не входитиме. Однак, в такому випадку, нове визначення призвело б до ускладнення побудови теорем, що стосуються парних чисел. Вплив очевидний вже у правилах арифметики над парними і непарними числами. Найбільш відповідні правила стосуються додавання, віднімання і множення:
парне ± парне = парне
непарне ± непарне = парне
парне × ціле = парне
Взявши відповідні значення змінних в лівій частині цих правил, можна отримати вирази, що в правій частині матимуть 0:
2 − 2 = 0
−3 + 3 = 0
4 × 0 = 0
Вищенаведені правила не були б вірними, якби нуль не був би парним числом. Вочевидь, можна було б відредагувати правила. Наприклад, один тестовий навчальний посібник стверджував, що парні числа визначаються як цілі числа, що кратні двійці, але не нуль, тому що нуль «не є ані парним, ані непарним». Відповідно, вищезгадані правила мали б містити виключення:
парне ± парне = парне (або нуль)
непарне ± непарне = парне (або нуль)
парне × не нульове ціле = парне
Виняток для нуля у визначенні його парності змусив би зробити подібні виключення в правилах для парних чисел. З іншого боку, прийнявши правила парності для додатних парних чисел, і намагаючись поширити їх на всі цілі числа, доведеться визнати парність нуля.

## Математичний контекст
Чисельні результати теорії чисел звертаються до основної теореми арифметики і алгебраїчних властивостей парних чисел, тому вищезгадана конвенція має далекосяжні наслідки. Наприклад, факт, що додатні числа мають унікальну факторизацію означає, що для окремого числа можна визначити чи має воно парну чи непарну, кількість різних простих множників. Оскільки 1 не є простим числом, а також не має простих множників, воно є пустим добутком простих чисел; оскільки 0 це парне число, 1 має парну кількість простих множників. З цього випливає, що Функція Мебіуса приймає значення μ(1) = 1, що є необхідним аби вона була мультиплікативною функцією і працювала Формула обертання Мебіуса.